# فن البوب

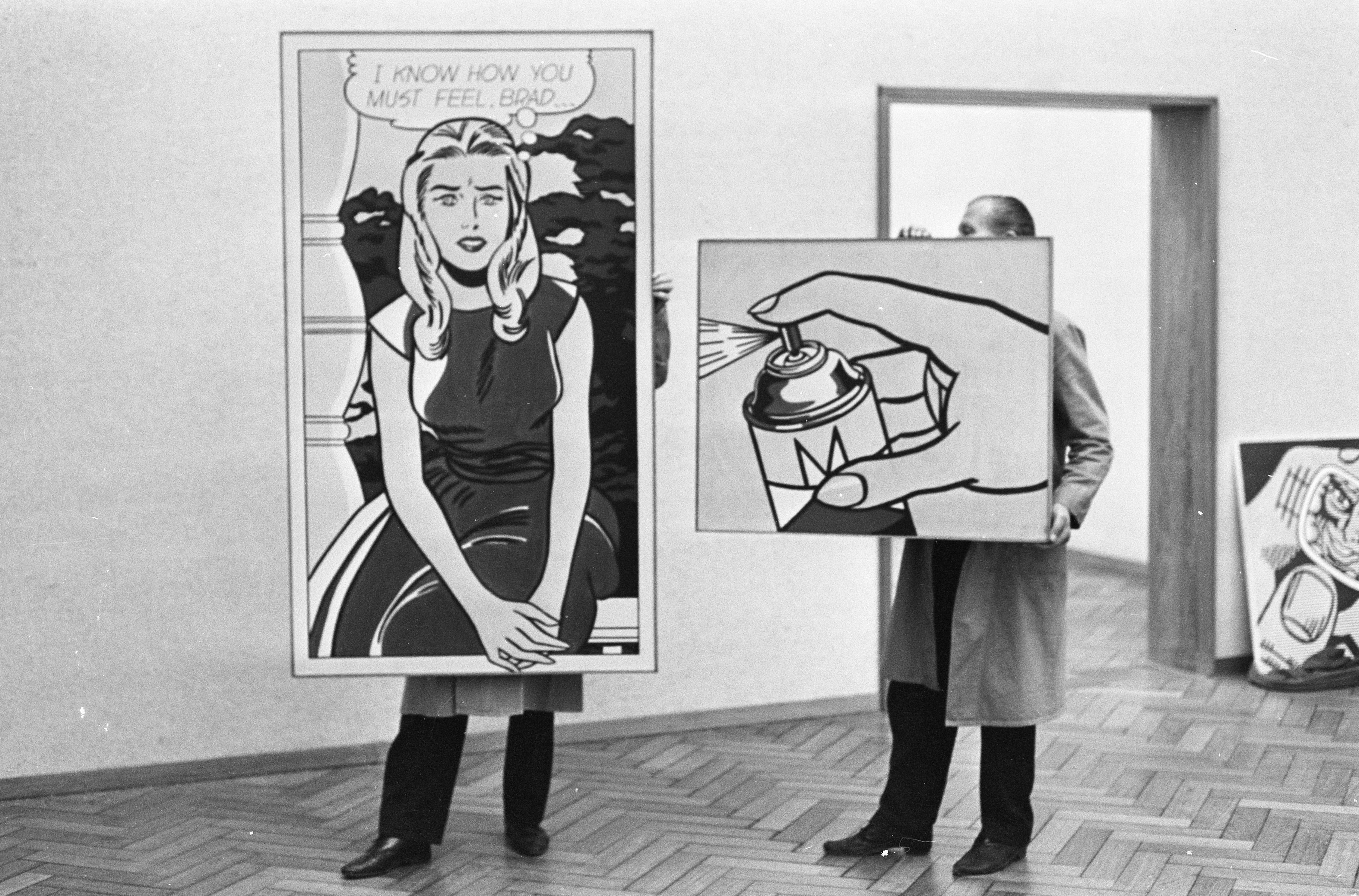
لوحة لفنان البوب روي ليختنشتاين في متحف ستايدلك للفنون المعاصرة في أمستردام، 1967

فن البوب هو حركة فنية بصرية ظهرت في منتصف عام 1950 في بريطانيا وانتقلت في أواخر عام 1950 في الولايات المتحدة.
كلمة «بوب» هي اختصار لكلمة popular الإنجليزية ت مجالات فنية مختلفة مثل الموسيقى والسينما والأزياء والفنون البلاستيكية.
تحدى فن البوب التقاليد السائدة بتأكيده أن استخدام الفنان الشامل لكل الوسائل البصرية المتواكبة مع الثقافة الشعبية يتوافق مع منظور الفنون الجمي والبوب يزيل المواد من سياقها ويعزل الكائن، أو أنه يجمعه مع الكائنات الأخرى، للتأمل. ومفهوم فن البوب لا يشير إلى حد كبير إلى الفن في حد ذاته بقدر ما يشير إلى المواقف التي أدت إلى ذلك.
غالبًا ما يستخدم فن البوب صورًا جاهزة ومتداولة في الشارع وبين الناس مثل القصص المصورة (الكوميكس)، أو صورًا مستخدمة في الإعلانات تراها الجماهير في الأيام العادية، مثل العلامات التجارية والشعارات. اشتهر هذا النوع من الصور بعد أن ذاع صيت لوحة آندي وارهول الشهيرة لعلبة حساء البندورة «كامبل» (1962)، وهو منتوج شعبي في الولايات المتحدة الأمريكية، حيث نقل الفنان شكل العلبة بدقة عن إعلان منتشر، وبذلك استخدم صورة لم يبتكرها بنفسه.

## الولايات المتحدة
بدأ فن البوب في خمسينيات القرن العشرين لكنه لم يحصل على قوته العظمى في أميركا حتى ستينيات القرن ذاته. جاء مصطلح «فن البوب» بشكل رسمي في ديسمبر عام 1962، وكان ذلك في مناسبة «ندوة عن فن البوب» التي نظمها متحف الفن الحديث (نيويورك). بحلول هذا الوقت، كان الإعلان الأميركي قد اعتمد العديد من العناصر والتطويرات في الفن الحديث وبدأ يعمل على مستوى رفيع للغاية. نتيجة لهذا الأمر، اضطر الفنانون الأمريكيون إلى البحث العميق عن الأنماط الدرامية التي من شأنها أن تفصل الفن عن المنتجات التجارية الذكية والمصممة بشكل محكم. بدأ البريطانيون ينظرون إلى صور الثقافة الشعبية الأميركية من منظور لا يتصل بذلك نوعًا ما، وفي غالب الأحيان كانت آراؤهم مشبعة بصبغات عاطفية ورومانسية وفكاهية. بالمقابل، تعرض الفنانون الأميركيون لهجمات يومية من خلال العديد من الصور التي كانت تُنتج بغزارة لكنهم أنتجوا أعمالًا كانت في العموم أكثر جرأة وعدوانية.
كان كل من جاسبر جونز  وروبرت راشنبرك رسامين هامين في تأسيس مفردات فن البوب الأميركي. ارتبطت رسومات راشنبرك بالأعمال الأولى لكورت شويترز وغيره من فناني الدادا لكن مخاوفه كانت حيال القضايا الاجتماعية في ذاك الوقت. هدفت مقاربته إلى ابتكار فن من مواد سريعة الزوال. استخدم أحداثًا موضعية في الحياة اليومية في أميركا فمنح عمله جودة فريدة من نوعها. تُصنف أعمال جون وراشنبرك، في خمسينيات القرن العشرين، بأنها من الدادا الجديدة، وتُعتبر مختلفة من الناحية البصرية عن فن البوب الأميركي النموذجي الذي انتشر بقوة في أوائل ستينيات القرن العشرين. يُعد روي ليختنشتاين ذا أهمية مماثلة لفن البوب الأميركي. ربما يُحدد عمله واستخدامه للمحاكاة الساخرة الفرضية الأساسية لفن البوب أكثر من أي عمل آخر. اختار ليختنشتاين الشريط الكوميدي القديم ليكون موضوعه وأنتج تركيبة قوية ودقيقة توثّق بينما تسخر بطريقة لطيفة. استخدم ليختنشتاين الطلاء الزيتي وطلاء الماغنا في أشهر أعماله مثل الفتاة الغارقة (1963) الذي استمدت منه القصة الرئيسية في دي سي كومكس بعنوان القلوب السرية #83. يُعتبر عمل الفتاة الغارقة جزءًا من مجموعة متحف الفن الحديث (نيويورك). يتسم عمله بالخطوط العريضة والألوان الجريئة وأسلوب التنقيط بطريقة «بن داي» لإظهار ألوان محددة فتبدو وكأنها ناتجة عن التصوير الفوتوغرافي. قال ليختنشتاين: «أضع الأشياء على القماش وأتفاعل مع ما فعلته بموقع الألوان وأحجامها. يبدو أسلوبي مختلفًا بالكامل لكن طريقة وضعي للخطوط متشابهة جدًا؛ والفارق أنها لا تبدو كعمل الخط الفني مثل أعمال بولوك وكلاين». يدمج فن البوب الثقافة الشعبية والجماهيرية مع الفنون الجميلة بينما يُدخل إلى الخليط الفكاهة مع سياق أو صور مدركة. تشترك رسومات ليختنشتاين وآندي وارهول وتوم ويسلمان وغيرهم باتصالها المباشر بالصورة المنتشرة عن الثقافة الأميركية الشائعة، لكنها تتعامل مع الموضوع بطريقة غير شخصية فتُظهر بوضوح مثالية الإنتاج الضخم. ربما يكون آندي وارهول أشهر شخصية في فن البوب. في الواقع، قال الناقد الفني آرثر دانتو مرة عن وارهول إنه «أقرب ما يكون إلى العبقري الفلسفي على مر التاريخ بالمطلق». حاول وارهول أن ينقل فن البوب بعيدًا عن النمط الفني ليجعله أسلوب حياة، وفي غالب الأحيان تُظهر أعماله شُحًا في التأثير الإنساني الذي يتوزع بين السخرية والمحاكاة الساخرة لدى العديد من أقرانه الفنانين.

## هولندا
بينما لم تكن هناك حركة رسمية لفن البوب في هولندا، كانت هناك مجموعة من الفنانين الذين قضوا بعض الوقت في نيويورك خلال السنوات الأولى لفن البوب فألهمتهم حركة فن البوب العالمية.

## فنانو بوب بارزون
- آندي وارهول
- روي ليختنشتاين
- كلاس أولدينبورغ
- ريتشارد هاميلتون
- كيث هارينغ
- يوشيتيمو نارا